# Gene Tierneyová
Gene Tierneyová, rodným jménem Gene Eliza Tierneyová, nepřechýleně Gene Tierney (19. listopadu 1920 New York – 6. listopadu 1991 Houston, Texas) byla americká filmová a divadelní herečka. Vrcholu své kariéry dosáhla v polovině 40. let, kdy obsazovala post jedné z hlavních hereček studia 20th Century Fox a řadila se k užší hollywoodské elitě. Mezi její nejslavnější filmy patří filmy noir Laura (1944) režírovaný Ottem Premingerem a Smrtelný hřích (1945) Johna M. Stahla. Dále se proslavila také filmy noir Tam, kde ulice končí (1950), Noc a město (1950) nebo komediemi Rings on Her Fingers (1942) a Láska není hřích (1943).
Gene Tierneyová vyrůstala v bohaté rodině v Connecticutu a vzdělání se jí dostalo mimo jiné na soukromé škole ve švýcarském Lausanne. Po návštěvě filmového studia Warner Bros. a náhodném shledání s režisérem Anatolem Litvakem se rozhodla, že se stane herečkou. Svou hereckou kariéru začínala v divadlech na Broadwayi, odkud se brzy přesunula do Hollywoodu. Během svého prvního angažmá u studia Columbia Pictures však nenatočila žádný film a byla donucena vrátit se zpět na divadelní prkna. Zanedlouho však narazila na producenta Darryla F. Zanucka, podepsala smlouvu se studiem 20th Century Fox a v roce 1941 zahájila svou filmovou kariéru, ve které se brzy dostala na vrchol. Ještě roce 1941 se vdala za módního návrháře Olega Cassiniho, se kterým se jí narodila postižená dcera Daria.
Narození těžce retardované dcery a rozvod milovaných rodičů ji uvedly do velké emoční krize, která zapříčinila její rozvod s Olegem Cassinim a o několik let později vyústila v bipolární afektivní poruchu, kvůli které musela na sedm let přerušit svou kariéru. Během sedmileté léčby absolvovala desítky terapií elektrickým šokem i dalšími drastickými způsoby. V roce 1958 se pokusila o sebevraždu skokem ze 14. patra. Po sedmi letech léčby se na pár let vrátila k herectví a poté svou hereckou kariéru ukončila. Tehdy se také podruhé vdala, za ropného magnáta W. Howarda Leeho a ze showbyznysu se téměř stáhla. Zemřela 6. listopadu 1991 ve věku 70 let.

## Život

### Dětství a studium
Gene Tierneyová se narodila 19. listopadu 1920 (ve své autobiografii však uvádí datum 20. listopadu 1920) v newyorské čtvrti Brooklyn jako druhé dítě pojišťovacího makléře Howarda Sherwooda Tierneyho a učitelky gymnastiky Belle Lavinie Tierneyové. Údajně byla pojmenována podle svého zesnulého strýce, který zemřel již v 17 letech na cukrovku a v rodině o něm nikdy nemluvili. Měla o tři roky staršího bratra Howarda Jr. přezdívaného „Butch“ a o tři roky mladší sestru Patricii. Její rodina byla poměrně bohatá a po pěti letech v Brooklynu se přestěhovali do venkovského sídla v Green Farms v Connecticutu. Kromě statku a velkého pozemku rodina vlastnila také několik koní, aut a zaměstnávala početné služebnictvo. V roce 1928 se však rodina rozhodla znovu se přestěhovat do většího sídla. Její otec tedy koupil ještě větší pozemek a začal se stavbou nového sídla podle vlastních měřítek. Za 60 000 dolarů nechal postavit nový dvoupodlažní dům, kde se rodina již natrvalo usadila.
Gene navštěvovala základní školu St. Margaret's School ve městě Waterbury a již v dětství začala údajně trpět chronickým lhaním, se kterým byla později nucena bojovat i během dospívání. Na škole se v pátém ročníku poprvé setkala s herectvím, když  ztvárnila Jo Marchovou v klasické hře Malé ženy od Louisy May Alcottové. Již tehdy údajně začala uvažovat o profesionálním herectví. V 15 letech se rozhodla, že hodlá pokračovat ve studiu v zahraničí. Vybrala si Švýcarsko, kde v roce 1936 nastoupila na soukromou dívčí školu Brillantmont International School v Lausanne. Studovala tam dva roky, během kterých si často dopisovala se svou rodinou. Jak uvádí spisovatelka Michelle Vogelová, Gene se se svými spolužáky zúčastnila i několika horských výstupů a po určitou dobu s nimi pobývala ve vesnici Les Marécottes. Na konci studia, v roce 1937, Gene se svým bratrem i několika přáteli podnikla výlet po Evropě, během kterého navštívili osm zemí.

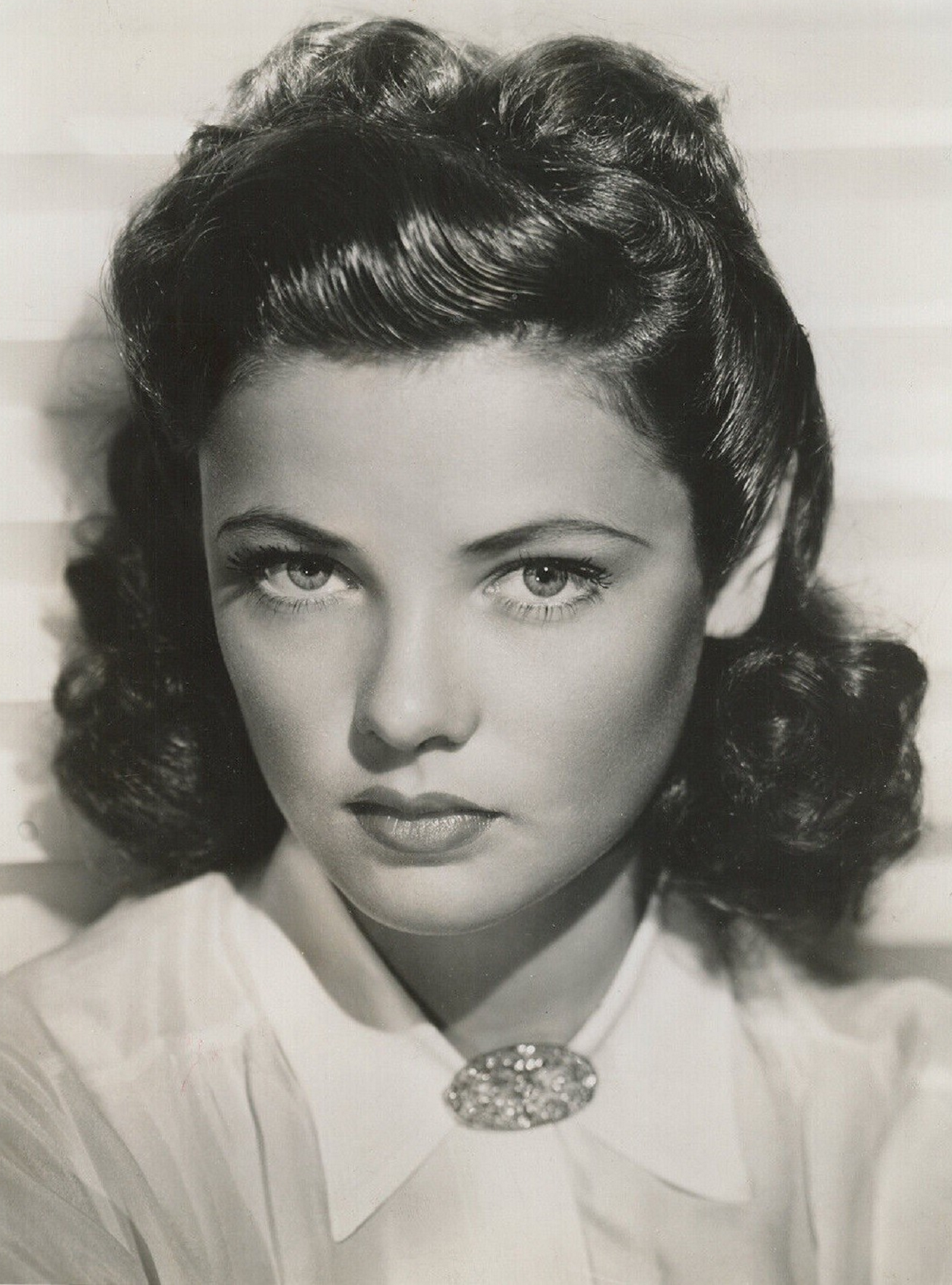
Propagační fotografie Gene Tierneyové z roku 1941

### Začátek kariéry na Broadwayi
Po návratu do Spojených států v roce 1938 se tehdy 17letá Gene rozhodla vydat se s rodinou do Los Angeles, kde měl její otec přátele u hollywoodského filmového studia Warner Bros. Rodina se tehdy dostala i na prohlídku zákulisí během natáčení snímku Soukromý život Alžběty a Essexe s Bette Davisovou v hlavní roli. Krátce poté, co s rodinou natáčení opustila, se Gene náhodně setkala s režisérem Anatolem Litvakem, který k ní údajně bezmyšlenkovitě pronesl větu: „Mladá dámo, měla byste účinkovat ve filmech.“ Po krátkém rozhovoru ji hned na druhý den pozval na kamerové zkoušky. Následujícího dne tedy Gene podstoupila standardní zkoušku, při které měla před kamerou přečíst monolog s názvem Telefonní hovor od spisovatelky a kritičky Dorothy Parkerové. Po zkoušce se následně připojila ke své rodině a pokračovala v prohlídce studia. Večer byla její matka kontaktována s tím, že Gene byla na zkouškách úspěšná a byla jí nabídnuta smlouva na 150 dolarů týdně.
Z jejího přijetí však její otec nadšený nebyl a telefonicky ji angažmá v Hollywoodu zamítnul a požádal ji, aby se vrátila zpět a byla představena členům connecticutské smetánky. Po jejím přijetí se však rozhodla otce přemluvit, aby ji nechal herectví alespoň zkusit. Otec s jejím návrhem nakonec souhlasil a brzy se s ní vydal zkusit štěstí na Broadway. Po třech neúspěšných konkurzech u různých divadel začal doufat, že Gene herectví omrzí, avšak při čtvrtém pokusu si ji zavolal do své kanceláře divadelní producent a režisér George Abbott. O týden později jí nakonec přišel od Abbotta dopis, ve kterém jí nabídl její první roli. Nadšená Gene tak odmítla odjet se svými přáteli na dlouho plánovaný lyžařský výlet do Vermontu a vydala se do New Yorku na její druhou schůzku s Abbottem. Abbott otestoval její dovednost číst s irským přízvukem a Gene Tierneyová následně získala svou první divadelní roli ve hře Mrs. O'Brien Entertains.
Zanedlouho jí byla nabídnuta i první hlavní role a současně začala navštěvovat hereckou školu Miss Porter's School. Při svých začátcích na Broadwayi si začala příležitostně přivydělávat i jako modelka a kvůli kariéře se brzy přestěhovala do New Yorku. S další rolí ve hře What a Life za 75 dolarů týdně, ji George Abbott ujistil, že prošla „zkušební dobou“ a že již nemůže být bezdůvodně vyhozena, jak bylo v tehdejším systému běžné. Po získání trvalého členství v hereckém souboru si ji začali všímat také kritici. Většina jejích hereckých výkonů byla hodnocena kladně a některé recenze zmiňovaly i její krásu. Netrvalo dlouho a její jméno se objevilo i v deníku The New York Times, kde její první roli shrnul významný divadelní kritik Brooks Atkinson: „Jako svěží irská dívka ze staré země je Gene Tierneyová ve své první divadelní roli velmi pěkná a osvěživě skromná.“ Ačkoliv byla Gene Tierneyová za své výkony chválena, hra Mrs. O'Brien Entertains se hrála pouze 37krát a u diváků neuspěla.

### První kroky v Hollywoodu a návrat na Broadway

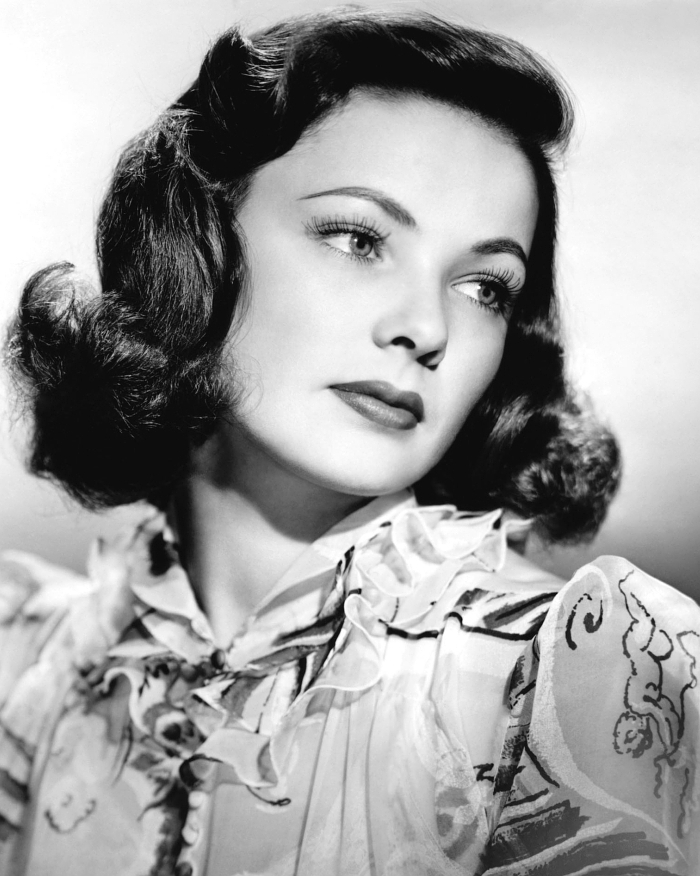
Propagační fotografie Gene Tierneyové z roku 1945

Gene Tierneyová se tak po měsíci ocitla bez práce a bez další role, avšak během jejího krátkého divadelního angažmá upoutala pozornost jednoho z hledačů talentů, který ji nabídl práci v Hollywoodu za 350 dolarů týdně. Gene nabídku bez váhání přijala, avšak její plány se opět střetly s odporem ze strany jejího otce. Po několika vleklých hádkách si nakonec Gene prosadila svou a společně s matkou vyrazila do Hollywoodu zkusit štěstí ve filmech u studia Columbia Pictures. Její otec tehdy založil rodinnou společnost Belle Tier Corporation, která měla spravovat očekávaný nárůst Geniných příjmů. Společnost se však později stala předmětem mnoha sporů.
V Hollywoodu byla Gene Tierneyová mezitím donucena vyčkávat na svou první filmovou roli. Díky spoustě volného času se prostřednictvím svého agenta Lelanda Howarda seznámila s proslulým miliardářem Howardem Hughesem. Hughes byl v Hollywoodu velmi vlivným mužem, mj. vlastnil filmové studio RKO Pictures a kromě velkého zájmu o letectví byl znám svým sukničkářstvím. Hughes byl potěšen setkáním s jednou z mnoha mladých začínajících hereček a jako obvykle se ji pokusil svést. Gene Tierneyová se do něj brzy zamilovala, ale jejich románek trval jen krátce; s Hughesem si však udržela přátelský vztah a Hugs jí v budoucnu několikrát pomohl.
Během čekání na svou první roli jí byla po vzoru Rity Hayworthové, která se tehdy stala novou vedoucí hvězdou studia Columbia Pictures, navrhnuta změna uměleckého jména. „Gene“ bylo chlapecké jméno a reklamní pracovníci studia jí navrhli, aby si změnila jméno na „Jean“, jehož výslovnost byla prakticky stejná. Gene Tierneyová si však jméno měnit nehodlala a všechny podobné nabídky důrazně odmítla. Jeden z kameramanů jí doporučil, aby trochu zhubla. Tuto radu vzala poměrně vážně a nastavenou dietu následně dodržovala po dalších 20 let, čímž si udržovala stálou hmotnost na zhruba 53 kilogramech.
Po šesti měsících bez plnohodnotné role u Columbia Pictures se na žádost George Abbotta rozhodla vrátit zpět na Broadway. Abbott jí brzy zajistil roli ve hře Ring Two s platem 100 dolarů týdně a Gene Tierneyová se tak po půl roce vrátila zpět k herecké profesi. V nové hře však měla šanci si zahrát pouze dvakrát. Ze hry se stal velký propadák a Gene téměř ztratila motivaci s herectvím pokračovat. Útěchy se jí dostalo u Abbotta, do kterého se postupem času zamilovala. Po jediné schůzce si však oba uvědomili, že rozvíjení jejich vztahu nemá smysl vzhledem k jejich 34letému věkovému rozdílu. Po zbytek života však spolu udržovali přátelský vztah.
Gene Tierneyová získala další divadelní roli ve hře The Male Animal, kde zastoupila těhotnou herečku Mary Lou Davies. Následně obdržela i mnoho dalších pochvalných recenzí, ale ve hře zůstala opět pouhé dva týdny. Její odstoupení však nebylo zapříčiněno nízkou návštěvností či tržbou; na jedno z představení zavítal samotný šéf filmového studia 20th Century Fox Darryl F. Zanuck, na kterého Gene Tierneyová velmi zapůsobila. Ta však nechtěla opět strávit několik měsíců čekáním na filmovou roli, a proto Zanuckovu první nabídku odmítla. Zanuck byl však odhodlán získat její podpis za každou cenu a navrhl jí kamerovou zkoušku přímo v New Yorku na Broadwayi. Při zkoušce ji nechali odříkat monolog ze hry Our Town od Thorntona Wildera. Genin přednes byl tak působivý, že údajně rozplakala většinu štábu. Svou druhou hollywoodskou smlouvu nakonec vyjednala za pomoci svého otce a byla stanovena podle vlastních podmínek, které zahrnovaly například propadnutí smlouvy po 30 dnech bez role nebo odmítnutí jakýchkoliv kosmetických úprav, vč. obarvování vlasů. Zanuck se všemi podmínkami souhlasil a Gene Tierneyová se opět vydala do Hollywoodu, přičemž její finanční situaci nadále spravovala rodinná firma Belle Tier.

### Druhý pokus v Hollywoodu u 20th Century Fox
Jak bylo Gene Tierneyové slíbeno, ve studiu 20th Century Fox ji brzy obsadili do její první filmové role ve westernu The Return of Frank James se slavným Henrym Fondou. Snímek byl poměrně úspěšný, ale Gene věnovala pozornost převážně svému vyššímu hlasu. Ve filmu, jak sama popsala, údajně zněla jako „naštvaná Minnie Mouse“ a tak se rozhodla začít kouřit cigarety, což na snížení hlasu zafungovalo. Za svůj debutový snímek získala také první filmovou cenu, ale ani z té příliš nadšená nebyla. Magazín Harvard Lampoon ji totiž zvolil „Nejhorší novou herečkou roku 1940“. Na svůj další film nemusela dlouho čekat a zanedlouho byla obsazena opět po boku slavného oscarového herce Paula Muniho v dobrodružném historickém dramatu Hudson's Bay. V roce 1941 byla obsazena také do filmu Tabáková cesta režírovaného Johnem Fordem, jedním z nejuznávanějších režisérů tehdejší doby. Natáčení tohoto snímku však bylo fyzicky velmi náročné a její role Ellie May Lesterové z chudé, živořící jižanské sedlácké rodiny vyžadovala po Gene hrát celý den ve špinavých kostýmech, umaštěná od hlíny. Gene tuto roli však považovala za skutečnou, surovou hereckou práci a začala se cítit jako opravdová herečka.
Gene Tierneyová měla po svém prvním roce v Hollywoodu za sebou tři filmy a vedení studia si bylo vědomo jejího potenciálu. Stále se jim ale nedařilo pro ni najít tu pravou roli. Tierneyová byla tudíž nadále obsazována do filmů nejrůznějších žánrů. Se svým druhým hollywoodským angažmá již nebyla tolik nespokojená a brzy začala opět vést společenský život. Zanedlouho se dokonce zasnoubila s hercem Robertem Sterlingem, ale po zásahu jejích rodičů bylo zasnoubení zrušeno. Život v Hollywoodu ji však zanedlouho poněkud omrzel a brzy se opět začala ohlížet po nabídkách na Broadwayi. Po konkurzu na hru Claudia byla nakonec přijata, ale brzy zjistila, že nemůže být kvůli smluvním podmínkám se studiem uvolněna. Při vyjednávání podmínek nebyla Gene plnoletá a její otec ji bez jejího vědomí při vyjednávání některých podmínek zastoupil. Gene Tierneyová byla tedy donucena hru odmítnout a její roli připadla Dorothy McGuirové. Její filmová kariéra však neustále stoupala a i nadále se socializovala na nejrůznějších večírcích. Mnoho z nich vyústilo v krátké nezávazné vztahy s mnoha muži, včetně Eddieho Alberta či Mickeyho Rooneyho. Její vztahy se ale brzy začaly mísit se studiovou politikou, což vyústilo například ve zinscenovaný vztah s mnohem starším zpěvákem Rudym Valleem. Rušný život a nezávazné vztahy Tierneyové poměrně vyhovovaly, avšak tehdy jí do života vstoupil módní návrhář Oleg Cassini.

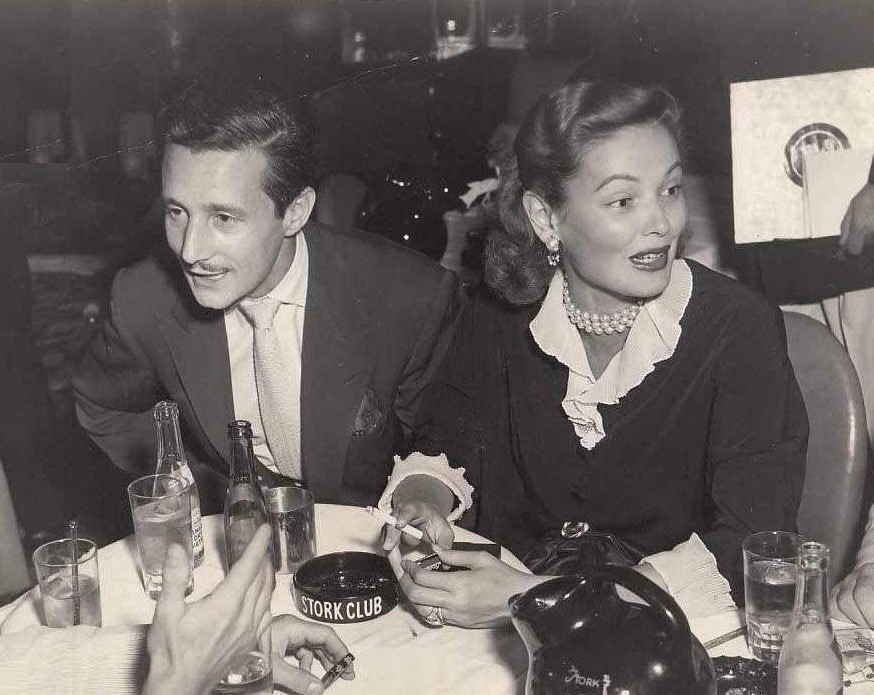
Gene Tierneyová s Olegem Cassinim v roce 1950

### První manželství
Gene Tierneyová se s Olegem Cassinim setkala na večírku uspořádaném herečkou Constance Mooreovou a Johnnym Maschiem, který byl zároveň jejím agentem. Olegu Cassinimu bylo tehdy 28 let, byl jednou rozvedený a pracoval jako módní návrhář u filmového studia Paramount Pictures. Přestože oba na večírek přišli s jinými partnery, většinu večera strávili společně a i poté zůstali v kontaktu. O několik dní později jí Cassini zavolal, zda by nechtěla oslavit v jeho společnosti Silvestr. Po dlouhém přemlouvání po telefonu mu na jeho nabídku nakonec kývla a své původní plány na schůzku s producentem Raymondem Hakimem zrušila. Na přelomu roku 1940 a 1941 tak začal Genin první vážný vztah. Spousta jejich přátel je považovala za ideální pár, avšak Gene i Oleg věděli, že jejich rodiče budou proti. Na Nový rok 1941 se proto pokusili utéct do Las Vegas a narychlo se vzít. Jejich plány nakonec překazilo počasí, kvůli kterému nemohlo soukromé letadlo Olegova přítele vzlétnout. Tierneyová se nakonec rozhodla, že se bez jeho představení své rodině nevdá, s čímž byl Oleg Cassini donucen souhlasit. Představení Genině rodině však vyústilo v rodinný konflikt, který zapříčinil jejich rozchod a následně i rozvod jejích rodičů, což Gene uvrhlo do velké emoční krize a naprosto změnilo vztah s jejím otcem, který svou manželku opustil kvůli její blízké přítelkyni. V květnu roku 1941 se Tierneyová opět s Cassinim setkala a jejich vztah se jim podařilo obnovit.
Obnovení jejího vztahu s Cassini však zapříčinilo další spory s jejími rodiči, tentokrát se ale Tierneyová pevně rozhodla, že s Cassinim uteče a provdá se za něj. Stalo se tak 1. června 1941, čímž Tierneyové, která ještě nebyla formálně dospělá, propadla smlouva s její rodinnou společností Belle Tier, pod jejíž záštitou uzavřela také smlouvu se studiem. Formálním záležitostem však předcházelo uvědomění její rodiny. Její matka, Belle Tierneyová, nesla svatbu své dcery velmi těžce a její otec jejich sňatkem poněkud pohrdal. Genina rodina, stejně jako Olegova, s novomanželi po svatbě přerušila veškerý kontakt a jediným možným prostředkem komunikace se stal tisk, kterého Tierneyová později několikrát využila. Novomanželé se však zprvu snažili vnější napětí ignorovat a pořídili si dům v Beverly Hills v ulici Cherokee Lane. Gene Tierneyová byla podle svého manžela údajně dokonalá manželka a její role v domácnosti ji velmi bavila. Společenský život však byli donuceni výrazně omezit, jelikož po uzavření manželství přestaly oběma chodit pozvánky na většinu večírků a podobných společenských akcí, popřípadě byli zváni jednotlivě a ve většině případů pouze Tierneyová. Její manžel byl společností zcela zavržen, byl tehdy nezaměstnaný a jejich manželství mu značně ztížilo nalezení práci. Neuspěl ani se spoustou kostýmních náčrtů, které Tierneyová přinesla ukázat Zanuckovi do studia. Brzy se proti jeho návrhům spikla i ostatní studia a ustoupila až po roce, kdy bylo zřejmé, že jeho manželství s Tierneyovou vydrží.
V téže době získala Tierneyová další roli ve westernu Belle Starr (1941) s Randolphem Scottem a Danou Andrews, během natáčení se však u ní objevily žaludeční potíže, ke kterým se později přidaly i otoky očí. Natáčení muselo být kvůli jejímu zdravotnímu stavu přerušeno a po několika lékařských prohlídkách se většina doktorů shodla, že za jejími problémy s očima pravděpodobně stojí alergie. Darrylu F. Zanuckovi jeden z alergologů sdělil, že její zdravotní problémy budou pravděpodobně trvalé, což Zanucka přimělo vážně uvažovat o jejím nahrazení jinou herečkou. Její herecký kolega Randolph Scott se jí však na úkor svého platu zastal a Tierneyové byl nakonec diagnostikován angioneurotický edém, způsobený pravděpodobně velkým stresem.
Sotva opadnul společenský nátlak, před manžele Cassiniovi se postavily další potíže. Vztah mezi Tierneyovou a jejím otcem se zhoršil natolik, že veškerá komunikace mezi nimi probíhala pouze prostřednictvím jejich právníků. Její otec se ji dokonce rozhodl zažalovat o 50 000 dolarů kvůli porušení smlouvy s jejich společností Belle Tier. Během soudního procesu se však přišlo na její skutečný finanční podíl u společnosti, který se rovnal nule. Její otec si veškeré peníze, které vydělala, přivlastnil nebo je investoval, a u soudu tak neuspěl. Naopak během procesu byla vyčíslena škoda Gene na zhruba 30 000 dolarů, které Gene později splácela druhá manželka jejího otce. Gene Tierneyová se se svým otcem později setkala pouze jednou, v roce 1942, kdy přišel na návštěvu do jejich nového domu. Zemřel v roce 1963.
Manželé Cassiniovi neměli prakticky žádný čas na líbánky, po sepsání nové smlouvy se Tierneyová brzy vrátila zpět do práce a přijala roli ve válečném dramatu Západ slunce (1941). Pro její následující film Podsvětí Šanghaje již bylo jejímu manželi dovoleno navrhnou kostýmy. Studio očekávalo velký kasovní trhák, avšak film i Gene Tierneyová se brzy po premiéře potýkali s poměrně kritickými recenzemi. Její kariéra však každým dalším snímkem stále stoupala a Gene byla nucena často strávit celý den ve studiu. I její nezaměstnaný manžel si nakonec našel práci a začal alespoň pomáhat při rekonstrukci jejich nového domu.

### Válečná léta a narození první dcery

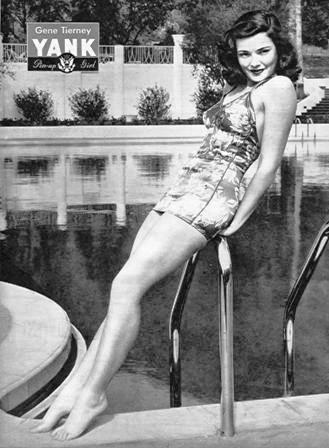
Gene Tierneyová jako pin-up modelka na obálce časopisu Yank (1944)

Dne 7. prosince 1941, kdy Japonsko zaútočilo na americkou námořní základnu Pearl Harbor, byla Gene Tierneyová na natáčení romantické komedie Rings on Her Fingers na ostrově Catalina nedaleko pobřeží Kalifornie. Kvůli možnému riziku v podobě přítomnosti nepřátelských ponorek bylo natáčení přerušeno a štáb se urychleně přesunul zpět na pevninu. Vstup Spojených států do druhé světové války znamenal pro jejího manžela mj. novou pracovní příležitost – brzy po získání amerického občanství se společně s hercem Victorem Maturem připojil k pobřežní stráži. Válka tak manžele Cassiniovi připravila o téměř veškerý společný čas. Oleg Cassini později absolvoval vojenský výcvik v kansaském Fort Riley a přidal se k armádní kavalérii. I Gene Tierneyová se angažovala ve válečném úsilí a kromě několika dalších filmů začala působit v tzv. „Hollywoodské kantýně“. Podobně jako spousta jiných hollywoodských hvězd se zapojila i do prodeje válečných dluhopisů. V roce 1943 proto natočila pouze jediný film Láska není hřích, přičemž během natáčení zjistila, že je těhotná. Nadále však i během těhotenství působila v „Hollywoodské kantýně“, kde se neustále mísily stovky lidí či vojáků, kteří se sem zavítali pobavit a hlavně setkat se s hollywoodskými hvězdami. Brzy po dokončení snímku se vydala za svým manželem do Kansasu, avšak během cesty onemocněla zarděnkami. Do týdne jí vyrážka zmizela a společně se svým manželem se začala věnovat zútulňování jejich pronajatého domu v Junction City nedaleko vojenské základny Fort Riley. Oleg Cassini však byl krátce před plánovaným narozením jejich dítěte odvolán a Gene Tierneyová se proto přesunula do Washingtonu, kde měla nablízku svou matku i tchyni.
Gene Tierneyová předčasně porodila svou první dceru 15. října 1943 v nemocnici Columbia Hospital ve Washingtonu. Její dcera, kterou pojmenovala Daria (celým jménem Antoinette Daria Cassini), se však narodila téměř slepá, se silným šedým zákalem v obou očích. Zanedlouho došli lékaři k závěru, že v důsledku onemocnění zarděnkami v raném stádiu těhotenství, se Daria narodila s poškozením centrální nervové soustavy, což v důsledku neumožní její duševní vývin a zůstane těžce mentálně retardovaná. Do nemocnice brzy dorazil i Cassini, kterého vojenská rozvědka výjimečně propustila a jako první se také dozvěděl o stavu své dcery. Narození jejich postižené dcery byla hlavně pro Gene Tierneyovou obrovskou ránou, a jejímu skutečnému postižení nedokázala několik let uvěřit. I poté, kdy se u ní začaly projevovat první příznaky postižení, stále věřila, že pro ni dokáže získat správný lék. Dariin stav zpočátku nevykazoval žádné známky jejího postižení a vyvíjela se normálně jako ostatní děti, což Tierneyové dodalo falešnou naději. Tierneyová později požádala o pomoc i svého přítele Howarda Hughese, který zaplatil další specialisty a vyšetření. Svou pomoc však po vážné letecké nehodě v roce 1946, která mu zcela změnila život, přestal poskytovat. Hughesovi lékaři Tierneyové sdělili, že Darii nelze pomoct a bude muset být umístěna do ústavu. Tyto zprávy Tierneyovou nakonec zbavily veškerých nadějí. Oleg Cassini se však s postižením své dcery brzy smířil a přestal doufat, že její diagnóza byla mylná. Údajně také vážně uvažoval o tom, že svou dceru zabije a zároveň spáchá sebevraždu.
V pozdější době, když Daria dospívala, bylo stále těžší se o ni starat, jelikož potřebovala 24hodinovou péči. Přesně jak lékaři předpověděli, duševně se vyvinula do míry inteligence 19měsíčního dítěte. Zůstala také částečně slepá a hluchá. Manželé Cassiniovi se o svou dceru starali až do jejích čtyř let, načež již nedokázali unést nepřetržitou péči a jejich manželství se začalo rozpadat. Před rozvodem se dohodli na umístění dcery do vhodného domova pro osoby se zdravotním postižením. Daria byla nakonec umístěna do domova Langhorn School v Pensylvánii.

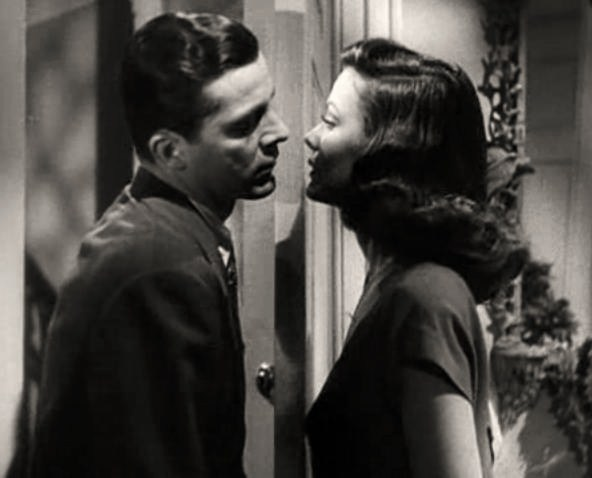
Gene Tierneyová s Danou Andrewsem ve filmu Laura (1944)

### Lauraa vrchol herecké kariéry
Šest měsíců po narození Darii, Tierneyová přijala scénář k filmu Laura, který se stal vrcholným snímkem její kariéry. Snímek režíroval zkušený a uznávaný režisér Otto Preminger a pro Gene Tierneyovou se měl stát velkým filmovým comebackem. Roli před ní již odmítla herečka Jennifer Jonesová a Tierneyová se tedy zdráhala roli přijmout, Zanuck ji však nakonec přesvědčil a roli přijala. Natáčení začalo 27. dubna 1944 a ze snímku se později stal jeden z nejslavnějších filmů noir. Gene Tierneyová v něm ztvárnila Lauru Huntovou, která je nalezena ve svém bytě zavražděna a zohavena. Vyšetřování její vraždy se ujímá detektiv Mark McPherson, kterého ztvárnil Dana Andrews a během vyšetřování se do ní skrze její malovaný portrét zamiluje. Laura se však brzy objeví živá a vyšetřování se začne ubírat jiným směrem, dokud neusvědčí jejího nápadníka Walda Lydeckera v podání Cliftona Webba. Natáčení se již při začátku potýkalo se spory ohledně onoho tajemného obrazu Laury, který původně namalovala žena režiséra Roberta Mamouliana. Premingerovi však nepřipadal dostatečně tajemný a nakonec poslal Tierneyovou ke studiovému fotografovi Franku Polonymu, který pořídil několik snímků, z nichž byl jeden vybrán a upraven do podoby malovaného obrazu. I přes Premingerovu údajnou posedlost nejmenšími detaily, které natáčení často protahovaly, byl snímek představen 11. října 1944 v New Yorku a ihned se stal velkým hitem. Film byl  nominován na pět Oscarů, z nichž nominaci nakonec proměnil jen kameraman Joseph LaShelle.
Tierneyová byla brzy poté obsazena do válečného dramatu Zvon pro Adano, pro který si obarvila vlasy na blond. Darryl F. Zanuck mezitím koupil práva na román Leave Her to Heaven od Bena Amese Williamse, jehož filmová adaptace se měla stát dalším trhákem. Tierneyová dostala ve stejnojmenném filmu (do češtiny přeložen jako Smrtelný hřích) hlavní roli Ellen Berentové hned po dokončení Zvonu pro Adano. Ve svém dalším filmu noir ztvárnila Tierneyová zlomyslnou, sarkastickou manželku Richarda Harlanda (Cornel Wilde), která se neštítí utopit svého mladého švagra a dokonce ani zabít své nenarozené dítě, přičemž vše zinscenuje jako nehodu. Na závěr však umírá a její nevinný manžel je odsouzen ke dvěma letům vězení. Snímek s temnou, mrazivou atmosférou se stal podobně jako Laura obrovským trhákem a Gene Tierneyová byla za své herecké výkony nominována na Oscara pro nejlepší herečku v hlavní roli. Cenu však toho roku získala Joan Crawfordová za film Mildred Pierceová.

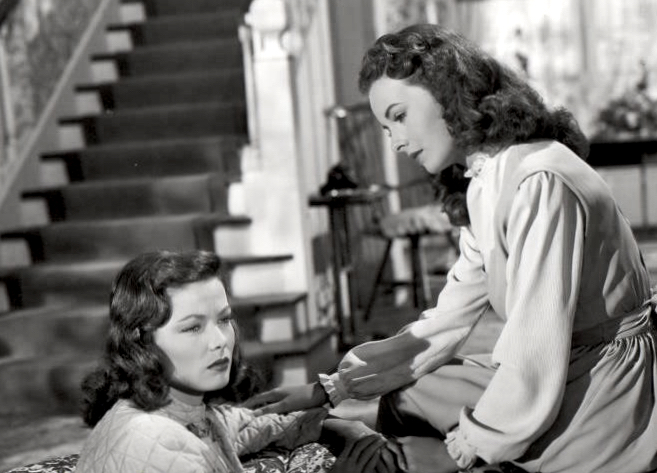
Gene Tierneyová (vlevo) a Jeanne Crainová ve filmu Smrtelný hřích (1945)

Tierneyová nadále pokračovala na vrcholu své kariéry thrillerem Dragonwyck, při kterém se poprvé setkala s Johnem F. Kennedym, známým jako Jack Kennedy. Manželé Cassiniovi tehdy žili již odděleně a v roce 1946 začali poprvé mluvit o rozvodu. Hlavní příčinou rozpadu jejich manželství bylo nerození jejich dcery Darji a později také odlišné názory na její léčbu i Cassiniho pozdější nevěra. Tierneyová se s Kennedym znovu setkala na večírku u Sonji Henie a brzy spolu začali chodit. Tehdy 29letý Jack Kennedy byl po návratu z námořnictva zvolen do Kongresu, avšak silně republikánské rodině Tierneyových se Genin nový, demokraticky smýšlející přítel příliš nezamlouval. Zájem tisku o její nový vztah nebyl příliš velký, namísto něj se média zajímala spíše o její možný vztah s Tyrone Powerem, se kterým tehdy natáčela drama The Razor's Edge. Vztah Gene Tierneyové a Jacka Kennedyho pokračoval, avšak při obědě v New Yorku, krátce před jeho odletem do Washingtonu Tierneyové sdělil, že si ji nemůže vzít. Pro Gene Tierneyovou to byla další velká rána a s Kennedym následně ukončila vztah. I později však zůstali přáteli.
V roce 1947 Gene Tierneyová pokračovala v kariéře filmem The Ghost and Mrs. Muir založeném na románu od Josephine Leslieové (působící také pod pseudonymem R. A. Dick). Brzy po začátku natáčení si však zlomila nártní kost, což opět zapříčinilo mírný skluz. Snímek byl nakonec veřejností přijat kladně. Gene Tierneyová se s Olegem Cassinim tehdy opět usmířila a brzy poté, při natáčení dalšího filmu That Wonderful Urge (1948) zjistila, že je těhotná. Jejich druhá dcera Christina Cassini, přezdívaná „Tina“, se narodila 19. listopadu 1948. Pro Tierneyovou znamenalo usmíření a narození jejich druhé a zdravé dcery šťastné období a brzy po porodu se vrátila zpět do práce. Ve studiu jí obratem nabídli roli v thrilleru Železná opona, kde si opět zahrála po boku Dany Andrewse. O rok později se objevila pro změnu v dalším filmu noir Ve víru, na kterém opět spolupracovala s režisérem Otto Premingerem.

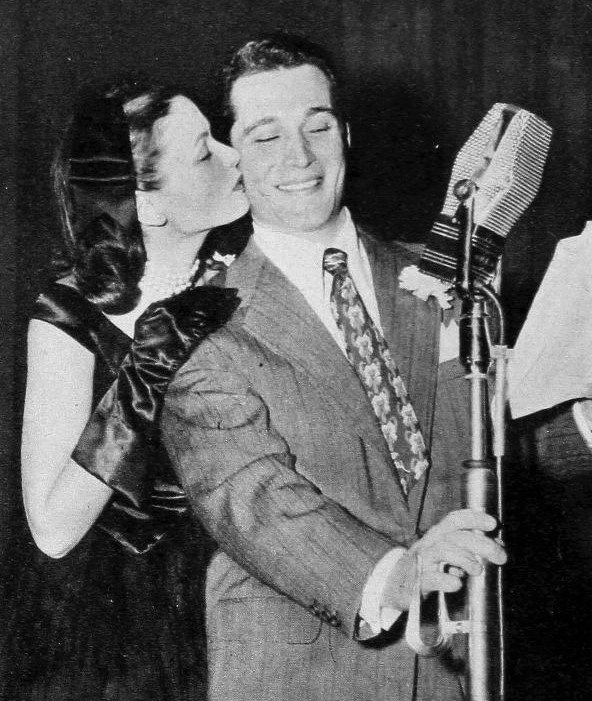
Gene Tierneyová se zpěvákem Perrym Comem v roce 1946

| „ | Gene musí být lepší herečka, než si někteří lidé myslí. Jak jinak by mohla přežít tolik hrozných snímků? | “ |

### Rozvod a princ Aly Chán
Na přelomu 40. a 50. let média bedlivě sledovala vývoj manželství Cassiniových v naději, že jej brzy postihne vážnější krize. Tierneyová neměla možnost se se svým manželem kvůli práci často stýkat a v roce 1949 kvůli natáčení dalšího filmu noir Noc a město nakonec odcestovala až do Londýna. Oleg Cassini za ní a jejich dcerou však brzy přiletěl a společně se vydali na výlet po západní Evropě. Po návratu do Spojených států začali společně pracovat na jejím dalším filmu noir Tam, kde ulice končí, kde si Cassini, kromě návrhů jejích kostýmů, zahrál i ve vedlejší roli. Manželé se však tehdy začali opět postupně rozcházet. Po filmu Tam, kde ulice končí (1950) Tierneyová přijala roli v komedii On the Riviera (1951) a do konce roku 1951 natočila ještě další tři filmy, přičemž ji manžel neustále pobízel, aby se tolik nenamáhala. Jejich vztahu neprospěl ani návrat a krátký pobyt v jejím rodném Connecticutu. Poslední ranou pro jejich manželství bylo natáčení filmu Way of a Gaucho (1952), kvůli kterému musela Tierneyová odcestovat až do Argentiny. Studio s jejím manželem počítalo také, ale Oleg Cassini, zaneprázdněn svou jarní kolekcí ve svém designerském studiu, cestu odmítnul.
V argentinském Buenos Aires strávila Tierneyová se svou dcerou Christinou Vánoce, během nichž se seznámila s princem Aly Chánem. Muslimský princ Aly Chán (celým jménem Ali Salmán Ághá Chán), nástupce svého otce Ághá Chána, jakožto vůdce ismailské muslimské sekty, byl znám svým nezřízeným milostným životem a velké publicity se mu dostalo v posledních letech, kdy se oženil a následně rozvedl s hollywoodskou hvězdou Ritou Hayworthovou. Aly Chán na Gene Tierneyovou při prvním setkání příliš nezapůsobil a žádný vážnější vztah se kvůli natáčecímu plánu neměl šanci rozvinout. Hned po dokončení snímku se Tierneyová vrátila do Spojených států a požádala o rozvod. S Olegem Cassinim však i po rozvodu udržovala blízký přátelský vztah a v době její léčby se Cassini společně s její rodinou staral o jejich dceru Christinu. Oleg Cassini se později zasnoubil s herečkou Grace Kellyovou, ta se však nakonec provdala za monackého knížete Rainiera a Oleg Cassini se už nikdy neoženil; zemřel 17. března 2006 ve věku 92 let.
Gene Tierneyová se s Alym Chánem znovu setkala v Anglii během natáčení filmu Never Let Me Go (1953). Ten ji tentokrát nehodlal opět rychle ztratit a brzy se mu ji podařilo svést. Aly Chán s Gene Tierneyovou začali cestovat po celé Evropě a kvůli románku již do konce roku 1953 nenatočila žádný film. I nyní ji většina přátel, včetně jejího bývalého manžela, varovala, že její vztah s Alym Chánem nemá budoucnost. Tierneyová se však rozhodla rady ignorovat a brzy začali oba přemýšlet o svatbě. Tehdy však zasáhl Alyho vlivný otec Ághá Chán, který jim po zkušenosti s Alyho bývalou manželkou Ritou Hayworthovou svatbu zakázal. Hlavní příčinou byla jeho vnučka Yasmin, kterou po rozvodu dostala do opatrovnictví Hayworthová a odmítala ji vychovávat jako muslimku. Alyho otec mu proto pohrozil, že pokud se s Tierneyovou ožení, přijde o veškeré dědictví i budoucí politickou moc. Aly Chán se však přesto zdědění titulu nedočkal, zdědil jej jeho bratr Karim Chán a Aly nakonec v roce 1960 zemřel při automobilové nehodě ve věku 45 let.

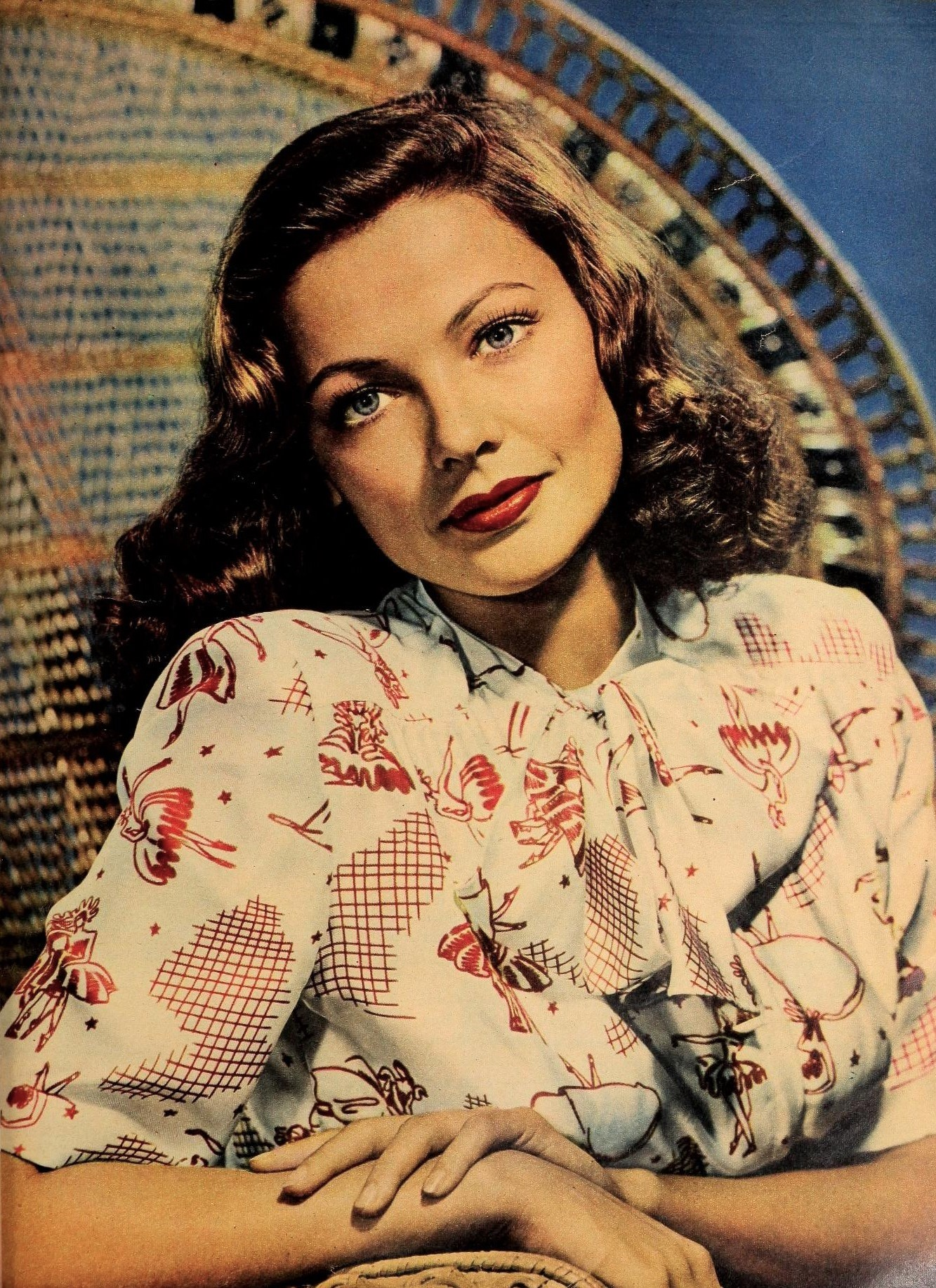
Gene Tierneyová v roce 1946

### Nervové zhroucení
V roce 1953 se během románku s Alym Chánem vrátila Tierneyová opět do práce a natočila krimi komedii Personal Affair (1953). Na natáčení si však z neznámých důvodů nedokázala zapamatovat scénář a v průběhu natáčení se její paměť také čím dál více zhoršovala. Nadále se však snažila hrát ve filmech a v roce 1954 natočila další dva snímky Black Widow a Egypťan Sinuhet. V roce 1955, při natáčení dramatu Po levici Boha Otce, její kolega Humphrey Bogart poznal, že s ní není něco v pořádku a zašel za vedením studia, že Gene Tierneyová urychleně potřebuje lékařskou péči. Upozornění ale zůstalo bez odezvy a po dokončení filmu se Tierneyová odstěhovala za svou matkou do New Yorku. Studio její problémy nadále ignorovalo a poté, co odmítla několik scénářů, ji dokonce suspendovalo. Vedení studia i její rodina byla přesvědčena, že si potřebuje pouze chvíli odpočinout, avšak stav Gene Tierneyové byl natolik vážný, že byla donucena svou kariéru nakonec přerušit na sedm let.
Její neznámé onemocnění se brzy začalo projevovat velkými nedostatky energie, v důsledku čehož Tierneyová spala i několik dní v kuse. S matkou se následně přestěhovala do rodného Connecticutu, avšak rodina ji začala brzy podezřívat, že svou slabost pouze předstírá. Její bratr Butch jí však věřil a pokusil se pro ni vyhledat lékařskou pomoc. Gene Tierneyová tak následně začala obcházet spousty psychiatrů, avšak nedlouho poté se u ní začaly projevovat další ztráty krátkodobé paměti i sociální fobie. Ke všemu se posléze přidaly také halucinace, až ji nakonec jeden z psychiatrů doporučil léčbu v sanatoriu. Gene Tierneyová byla tedy přijata do sanatoria Harkness Pavilion v New Yorku, kde podstoupila sérii terapií elektrickým šokem, která byla tehdy považována za vědecký průlom. Léčba elektrickým šokem se praktikovala i na deprese či schizofrenii a byla lékaři hojně využívána. Při zákroku střídavým proudem o napětí 80 až 90 voltů byla pacientovi dočasně „vymazána“ paměť a tudíž by měl zapomenout na důvody svých psychických problémů. Gene Tierneyová podstoupila v průběhu léčby celkem 32 zákroků a kvůli dočasné ztrátě paměti byla dokonce několikrát donucena se znovu seznamovat i se svou rodinou. Léčba elektrickým šokem, kterou Tierneyová podstupovala v týdenních intervalech však měla poměrně krátkodobé účinky, které vždy po několika dnech odezněly. Její léčbu šokem doprovázely i další metody psychoterapie, jako například různá sezení i pobyty na samotkách. Na určitou dobu, kterou strávila v hartfordském ústavu, jí byl dokonce zakázán jakýkoliv kontakt s rodinou, v důsledku čehož se u ní projevila klaustrofobie. Později se neúspěšně pokusila o útěk. Po dalších třech týdnech ji nakonec povolili návštěvu rodiny a následně byla z ústavu propuštěna. Po dalších osm měsíců však každý týden navštěvovala šokovou terapii. Vzápětí se začaly projevovat vedlejší účinky terapie a Tierneyovou začala sužovat častá bolest hlavy a po každém zákroku zvracela.

### Pokus o sebevraždu a pokračování v léčbě
Po 18 měsících léčby byla svěřena do péče své matky v New Yorku, kde se po vymazání mnoha vzpomínek pokusila obnovit svůj životní styl. Již během prvních týdnů se na ni opět projevila obrovská únava a vyčerpání a většinu dne trávila spánkem. Její matka se ji často snažila povzbudit alespoň k jednoduchým činnostem, avšak jednoho dne se spolu pohádaly a Gene Tierneyová zůstala v bytě sama. Brzy po odchodu své matky vylezla na okenní římsu, odkud byla připravená skočit dolů. Před skokem z okna ve 14. patře ji údajně zachránilo pomyšlení na její následný vzhled po dopadu. Nedlouho poté, co si sebevraždu rozmyslela, k jejímu domu přijela policie, kterou údajně přesvědčila historkou, že pouze umývala okna. Gene Tierneyová byla hned na druhý den převezena do další (již třetí) psychiatrické léčebny, Menningerovi kliniky v Topece v Kansasu. Po přezkoumání lékařských záznamů se lékaři rozhodli v léčbě elektrickým šokem nepokračovat, avšak začala opět podstupovat sezení s přidělenou osobní psychiatričkou Ann Wilkensovou. Namísto léčby šokem na ní lékaři začali brzy praktikovat jinou šokovou léčbu, nazývanou studené zábaly. Pacient byl s výjimkou hlavy zabalen do mokrého, studeného zábalu a připoután k posteli. U jejího případu však lékaři od léčby brzy upustili, jelikož Tierneyová nedokázala hodinovou terapii vydržet.
V srpnu 1958 Gene Tierneyová předstoupila před lékařskou komisi, která ji následně povolila opětovné svěření do péče její rodiny. Místo Connecticutu se nyní rodina vydala na pobyt do Aspenu v Coloradu, kde se Tierneyová setkala se svým budoucím manželem Howardem Leem. William Howard Lee byl texaský milionář a ropný magnát, nedávno rozvedený s hollywoodskou herečkou Hedy Lamarrovou a stejně jako Gene Tierneyová tehdy netoužil začínat nový vztah. Jejich přátelé jim však zařídili společnou večeři, po které se nakonec začali vídat až do Genina odjezdu. Howard Lee ji později navštívil v Connecticutu a zprávy o jejich vztahu se následně rozšířily do médií. Gene Tierneyová tehdy otevřeně promluvila o svých psychických problémech a zkušenostech a po třech měsících vztahu s Howardem Leem se za něj rozhodla provdat. Svatba však musela být odložena kvůli stále probíhajícímu rozvodu s jeho bývalou manželkou Hedy Lamarrovou.
V prosinci roku 1958 se Gene Tierneyová začala připravovat na svůj další comebackový film. U studia 20th Century Fox měla neustále platnou smlouvu a po čtyřech letech neschopnosti hodlala obnovit svou hereckou kariéru. Náhle se však její zdravotní stav opět zhoršil a sama proto navštívila Menningerovo sanatorium, kde se s Dr. Holtzmanem dohodla na ročním pobytu. Během prvních měsíců se její stav ještě více zhoršil a celé dny se prakticky nevěnovala ničemu jinému než řemeslným či uměleckým pracím jako vyšívání, malování nebo pletení. Po třech měsících jí nakonec bylo povoleno stýkat se se svým přítelem a v reakci na její zápal pro ruční práce a módu jí nechali, aby si našla práci v módním domě. Tierneyová byla následně přijata jako prodavačka do obchodu s oděvy Billie Talmadgeové v kansaské Topece. Po několika měsících ambulantní léčby byla v listopadu roku 1959 propuštěna a v červenci následujícího roku se za Williama Howarda Leeho provdala. Vzali se 11. července 1960 ve městě Aspen v Coloradu, kde se poprvé setkali.

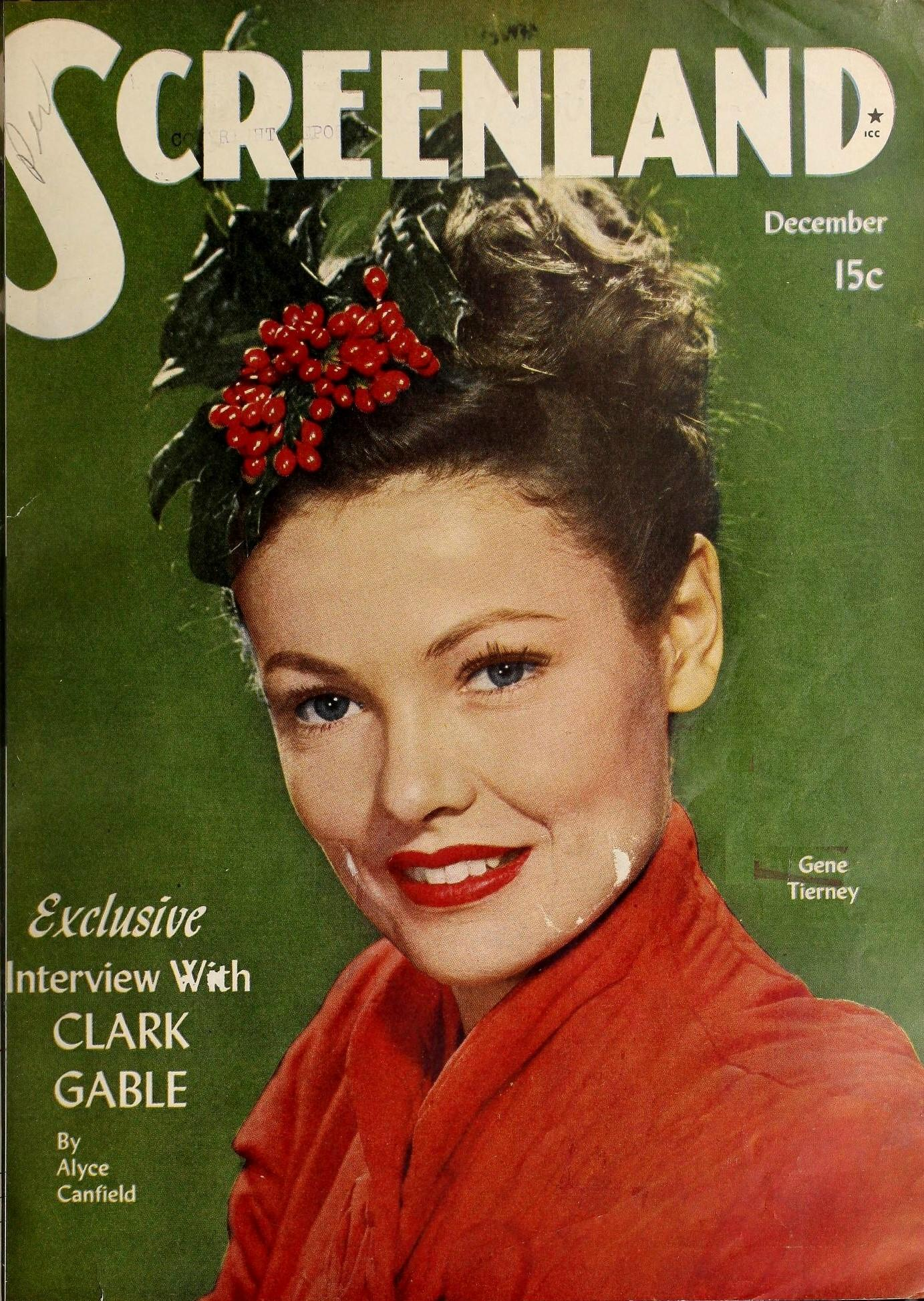
Gene Tierneyová na obálce časopisu Screenland z ledna 1945

### Krátký návrat do Hollywoodu a ukončení kariéry
V roce 1961 se Gene Tierneyová vrátila zpět k filmování a začala pracovat na snímku Return to Peyton Place (1961). Během natáčení zjistila, že čeká dítě, což oba novomanžele velmi potěšilo. Tierneyová se proto brzy stáhla z natáčení, avšak v pátém měsíci těhotenství samovolně potratila. Pro Tierneyovou to byla opět další velká rána, ale s podporou svého manžela se jí další emoční krizi podařilo zažehnat. V roce 1962 byla Tierneyová po sedmi letech opět připravena natáčet další filmy. Ze studia ale byla znát určitá opatrnost s jejím obsazováním, jelikož Gene byla považována za příliš velké riziko. V systému hollywoodských studií byla označena za „nepojistitelnou“, tudíž ji nikdo nehodlal obsadit a riskovat, že se jí nemoc během natáčení opět vrátí. Její přítel a režisér Otto Preminger se však rozhodl, že jí s návratem na scénu pomůže a obsadil ji do vedlejší role v dramatu Rada a souhlas (1962). Pod spoustou výhrůžek nakonec jednu z pojišťoven donutil, aby Tierneyovou pojistila a snímek dokončila bez jakýchkoliv problémů. Její následné role se však výrazně proměnily. Svou poslední roli ztvárnila ve 34 letech, nyní jí bylo 42 let, což pro hollywoodskou herečku představovalo obrovský rozdíl. Tierneyová se však soustředila na své herecké schopnosti a při natáčení dramatu Hračky na půdě se nebránila ztvárnění o dvacet let starší ženy a dokonce ani obarvení vlasů na šedo. Své herecké kariéře se nadále již nehodlala věnovat na plný úvazek a v době mimo natáčení se se svým manželem  začala věnovat charitativní organizaci v Houstonu. V roce 1964 kývla na vedlejší roli v muzikálu The Pleasure Seekers, kterým splnila podmínky její smlouvy se studiem, načež se rozhodla  svou hollywoodskou kariéru ukončit. Ze showbyznysu se však zcela nestáhla a později ještě několikrát účinkovala v různých televizních filmech a seriálech včetně seriálu The F.B.I. (1969) a Scruples (1980), který se stal jejím posledním hereckým počinem.
Po odchodu od studia 20th Century Fox a ukončení aktivní herecké kariéry začala Tierneyová se svým manželem hodně cestovat. Každoročně podnikali cestu do jejího rodného Connecticutu, do New Yorku na Broadway a s její dcerou Christinou a svými čtyřmi vnoučaty také až do Francie. Nadále žili v texaském Houstonu a věnovali se několika charitativním organizacím, převážně těm na pomoc retardovaným dětem a lidem s duševním onemocněním. Tierneyová sama po zbytek života každý měsíc navštěvovala lékaře a pravidelně brala předepsané léky, aby předcházela opětovnému návratu bipolární afektivní poruchy, známé také jako maniodeprese. V roce 1980, po dvaceti letech manželství, její manžel zemřel. Tierneyová mu krátce před jeho smrtí věnovala svou autobiografii Self-portrait. Po jeho smrti začala uvažovat o návratu do svého rodného Connecticutu, ale kvůli svým přátelům se rozhodla, že zůstane žít v Houstonu. Z jejich rodinného domu se přestěhovala do menšího bytu a zbytek života nadále trávila svými oblíbenými aktivitami jako nakupováním, čtením a přispíváním na charitu. Často se také stýkala se svou dcerou Christinou, svými čtyřmi vnoučaty a spoustu času trávila i se svými početnými přáteli.
Gene Tierneyová zemřela ve svém bytě 6. listopadu 1991, krátce před svými 71. narozeninami. Příčinou její smrti byla rozedma plic, kterou pravděpodobně způsobilo její kouření. Byla pohřbena na Houstonském hřbitově vedle svého druhého manžela Howarda Leeho, který zemřel v roce 1981.

## Odkaz v populární kultuře
Gene Tierneyová se na vrcholu své kariéry ve 40. letech řadila k užší hollywoodské herecké elitě a jako ostatní filmové hvězdy měla v médiích poměrně velký vliv. Její odkaz však přetrval i po úpadku její kariéry a odchodu ze showbyznysu. Stala se inspirací například pro slavnou spisovatelku Agathu Christie, která podle jejího příběhu s narozením postižené dcery napsala detektivní román Prasklé zrcadlo. Tierneyová vystupuje také jako hrdinka románu Gene Tierney and the Invisible Wedding Gift (1947) od Kathryn Heisenfeltové a zmiňuje se o ní i Paul Murray v románu An Evening of Long Goodbyes.
Zmínka o Gene Tierneyová se objevuje například v jednom dílu seriálu M*A*S*H i v broadwayském muzikálu Violet. V roce 2017 natočily francouzské režisérky Julia a Clara Kuperbergovy o jejím životě dokument Gene Tierney, une star oubliée (Gene Tierneyová, zapomenutá hvězda).

## Ocenění
Cena Akademie (Academy Award, Oscar)
- Nominace – 1946, Smrtelný hřích (Nejlepší herečka v hlavní roli)[258][259]

Cena Mezinárodního filmového festivalu v San Sebastiánu (Donostia Lifetime Achievement Award)
- Výhra – 1986, Cena za celoživotní dílo[258][259]

Photoplay Award
- Výhra – 1943, Láska není hřích (Nejlepší účinkující měsíce)[258]
- Výhra – 1945, Laura (Nejlepší účinkující měsíce)[258]

Další umělecké ceny
- 8. února 1960 – Hvězda na Hollywoodském chodníku slávy (6125 Hollywood Boulevard, Los Angeles)[258][259]

## Divadelní vystoupení
- 1938 Mrs O'Brien Entertains (režie George Abbott), role Molly O'Day[260][261]
- 1938 What A Life! (režie George Abbott)[262][263]
- 1938 The Primrose Path (režie George Abbott)[262][263]
- 1939 Ring Two (režie George Abbott), role Peggy Carr[260][261]
- 1940 The Male Animal (režie Herman Shumlin), Patricia Stanley[260][261]

## Filmografie

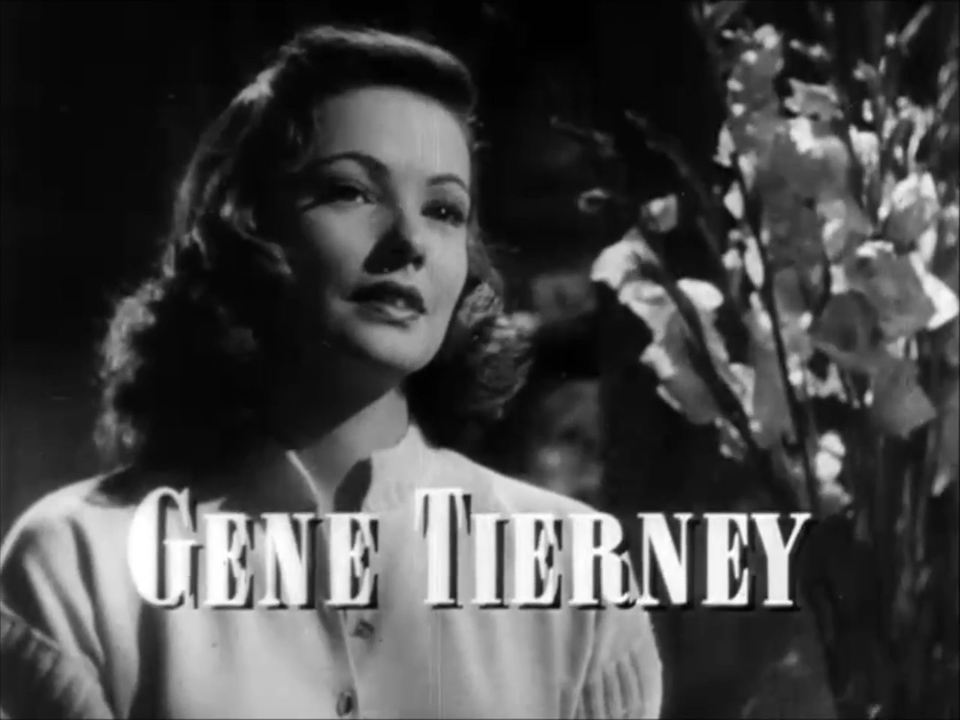
Gene Tierneyová ve filmu Laura (1944)

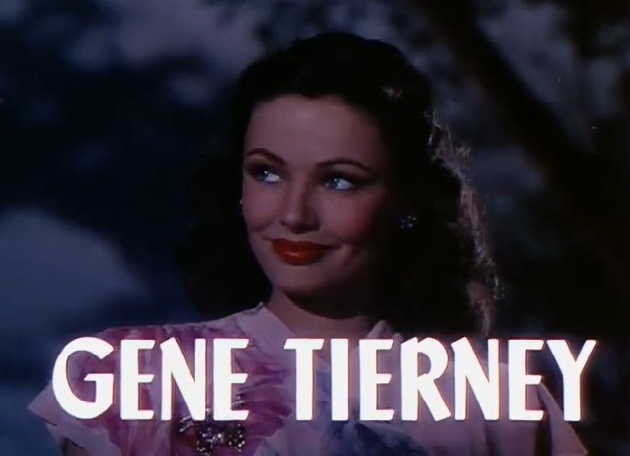
Gene Tierneyová ve snímku Smrtelný hřích (1945)

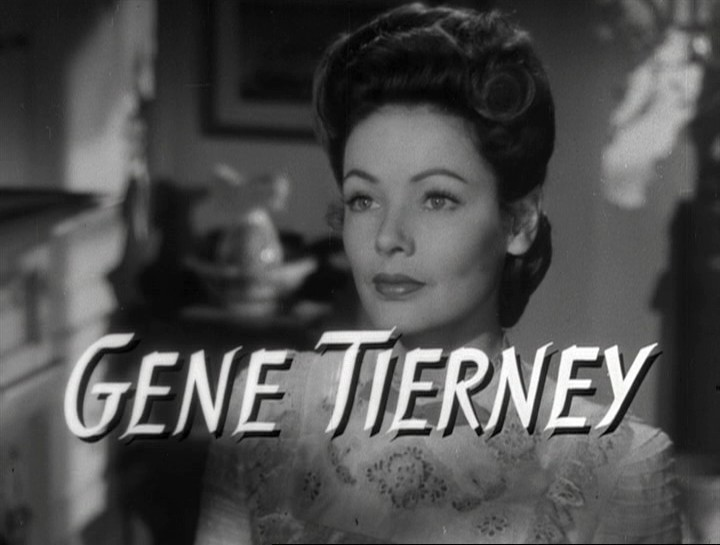
Gene Tierneyová ve filmu Ghost and Mrs. Muir (1947)

Kompletní filmografie podle filmových databází AFI, ČSFD a IMDb:

### Filmy
- 1940 The Return of Frank James (režie Fritz Lang)
- 1941 Belle Starr (režie Irving Cummings)
- 1941 Hudson's Bay (režie Irving Pichel)
- 1941 Západ slunce (režie Henry Hathaway)
- 1941 Tabáková cesta (režie John Ford)
- 1942 Rings on her Fingers (režie Rouben Mamoulian)
- 1942 Kavalír pomsty (režie John Cromwell)
- 1942 Thunder Birds (režie William A. Wellman)
- 1942 Podsvětí Šanghaje (režie Josef von Sternberg)
- 1942 China Girl (režie Henry Hathaway)
- 1943 Láska není hřích (režie Ernst Lubitsch)
- 1944 Laura (režie Otto Preminger)
- 1945 Zvon pro Adano (režie Henry King)
- 1945 Smrtelný hřích (režie John M. Stahl)
- 1946 The Razor's Edge (režie Edmund Goulding)
- 1946 Dragonwyck (režie Joseph L. Mankiewicz)
- 1947 The Ghost and Mrs. Muir (režie Joseph L. Mankiewicz)
- 1948 Železná opona (režie William A. Wellman)
- 1948 That Wonderful Urge (režie Robert B. Sinclair)
- 1949 Ve víru (režie Otto Preminger)
- 1950 Noc a město (režie Jules Dassin)
- 1950 Tam, kde ulice končí (režie Otto Preminger)
- 1951 The Mating Season (režie Mitchell Leisen)
- 1951 On the Riviera (režie Walter Lang)
- 1951 The Secret of Convict Lake (režie Michael Gordon)
- 1951 Close to My Heart (režie William Keighley)
- 1952 Way of a Gaucho (režie Jacques Tourneur)
- 1952 Plymouth Adventure (režie Clarence Brown)
- 1953 Never Let Me Go (režie Delmer Daves)
- 1953 Personal Affair (režie Anthony Pelissier)
- 1954 Egypťan Sinuhet (režie Michael Curtiz)
- 1954 Black Widow (režie Nunnally Johnson)
- 1955 Po levici Boha Otce (režie Edward Dmytryk)
- 1962 Rada a souhlas (režie Otto Preminger)
- 1963 Hračky na půdě (režie George Roy Hill)
- 1964 The Pleasure Seekers (režie Jean Negulesco)

### TV filmy
- 1969 Daughter of the Mind (režie Walter Grauman)

### TV seriály
- 1960 General Electric Theater (1 díl)
- 1969 The F.B.I. (1 díl)
- 1980 Scruples (3 díly)